# Элвис: Всё, как есть
«Элвис: Всё, как есть», в оригинале «Так это происходит» (англ. That’s The Way It Is), — первый из серии двух документальных фильмов о творчестве американского певца Элвиса Пресли, второй фильм — Элвис на гастролях.

## Обзор
Фильм представляет собой хронику «Летнего фестиваля Элвиса Пресли» августа 1970 года в Лас-Вегасе и показывает артиста на пике его творческой формы.
Фильм показывает певца репетирующим с музыкантами в Калвер-Сити, Калифорния в студиях MGM, где он готовится к концерту в только что открытом The International Hotel, Лас-Вегас, штат Невада.
Группа исполняет несколько ставших известными песен, в том числе «What’d I Say», «Little Sister», «Words», и «The Next Step Is Love». Более поздние съёмки показывают репетиции Элвиса Пресли с бэк-вокалисткой Милли Киркхем и вокальными группами The Sweet Inspirations, The Imperials Quartet, включая песни «You Don’t Have To Say You Love Me» и «Bridge Over Troubled Water», а также репетиционные сессии в главном концертном зале The International Hotel.
Фильм включает небольшие видеофрагменты, которые показывают певца в неформальной обстановке его гостиничного номера в компании людей из его окружения. В фильм также включены съёмки поклонников певца, рассказывающих о своих ожиданиях от предстоящих концертов и о том, какое место занимает Элвис Пресли и его музыка в их жизни. Кроме того, есть эпизод с президентом английского фан-клуба Элвиса Пресли.
В фильме певец исполняет много известных песен, включая некоторые из тех, репетиции которых можно было увидеть в фильме ранее. Концерт по традиции завершается исполнением «Can't Help Falling In Love».

### Список композиций (оригинальная версия 1970)
1. Mystery Train/Tiger Man (credits)
2. Words
3. The Next Step Is Love
4. Polk Salad Annie
5. Cryin' Time
6. That’s All Right
7. Words
8. Little Sister
9. What’d I say
10. Stranger In The Crowd
11. How The Web Was Woven
12. I Just Can’t Help Believin'
13. You Don’t Have To Say You Love Me
14. You Don’t Have To Say You Love Me
15. Bridge Over Troubled Water
16. Words
17. You’ve Lost That Lovin' Feeling
18. Mary In The Morning
19. Polk Salad Annie
20. That’s All Right
21. I’ve Lost You
22. Patch It Up
23. Love Me Tender
24. You’ve Lost That Lovin' Feeling
25. Sweet Caroline
26. I Just Can’t Help Believin'
27. Tiger Man
28. Bridge Over Troubled Water
29. Heartbreak Hotel
30. One Night
31. Blue Suede Shoes
32. All Shook Up
33. Polk Salad Annie
34. Suspicious Minds
35. Can’t Help Falling In Love

### Список композиций (специальная версия 2001)
В 2001 году фильм был переиздан на DVD под названием That’s the Way it Is — Special Edition. Видеоматериал для новой версии был восстановлен с оригинальных негативов общей протяжённостью более 15 километров. Звуковая дорожка была восстановлена с оригинальных 16-дорожечных мастер-лент. Вся работа производилась под руководством режиссёра и продюсера Рика Шмидлина по заказу кабельного канала Turner Classic Movies, на котором 19 января 2001 года состоялась премьера новой версии фильма.
1. Mystery Train/Tiger Man (credits)
2. Next Step Is Love
3. Bridge Over Troubled Water
4. You Don’t Have To Say You Love Me
5. That’s All Right
6. How The Web Was Woven
7. Little Sister/Get Back
8. Words
9. My Baby Left Me
10. Crying Time
11. Love Me
12. You Don’t Have To Say You Love Me
13. Twenty Days And Twenty Nights
14. Bridge Over Troubled Water
15. Cattle Call
16. Chime Bells
17. Santa Claus Is Back In Town
18. Words
19. Mary In The Morning
20. That’s All Right
21. I Got A Woman
22. Hound Dog
23. Heartbreak Hotel
24. Love Me Tender
25. I Can’t Stop Loving You
26. Just Pretend
27. The Wonder Of You
28. In The Ghetto
29. Patch It Up
30. You’ve Lost That Loving Feeling
31. Polk Salad Annie
32. One Night
33. Don’t Be Cruel
34. Blue Suede Shoes
35. All Shook Up
36. You Don’t Have To Say You Love Me
37. Suspicious Minds
38. Can’t Help Falling In Love
39. End Credits

## Музыканты
- Элвис Пресли (вокал)
- Джеймс Бертон (гитара)
- Джон Вилкинсон (ритм-гитара)
- Глен Ди Хардин (фортепьяно)
- Джерри Шефф (бас-гитара)
- Ронни Татт (ударные)
- Чарли Ходж (ритм-гитара, бэк-вокал)
- Милли Киркхем (бэк-вокал)
- The Sweet Inspirations (бэк-вокал)
- The Imperials (бэк-вокал)
- Джо Гуэрсио (дирижёр)